# Карузи (провинция)
Карузи (рунди Karuzi) — одна из 18 провинций Бурунди. Площадь — 1457 км², население 436 443 человека.
Административный центр — город Карузи.

## География
На севере граничит с провинцией Нгози, на северо-востоке — с провинцией Муйинга, на востоке с провинцией Чанкузо, на юге — с провинцией Руйиги, на западе — с провинцией Гитега.

## Административное деление
Карузи делится на 7 коммун:
- Bugenyuzi
- Buhiga
- Gihogazi
- Gitaramuka
- Mutumba
- Nyabikere
- Shombo